# Chevrolet Nomad
La Nomad è un'autovettura mid-size prodotta dalla Chevrolet dal 1955 al 1961 e dal 1964 al 1972. Fu offerta solo in versione familiare tre o cinque porte.

## Storia

### 1955-1957

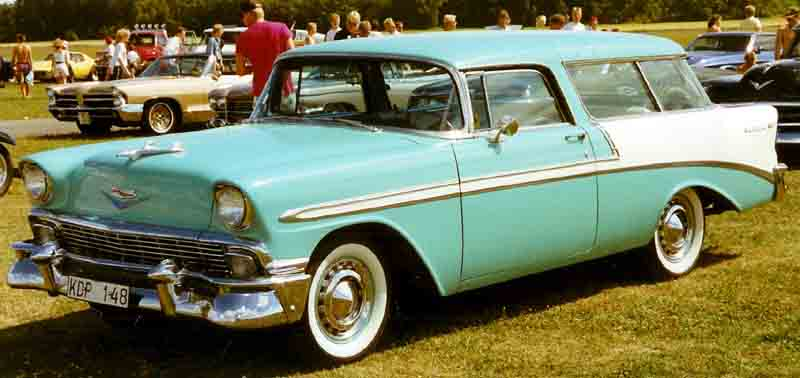
Una Nomad del 1956

La vettura venne dotata di un motore V8 da 4,3 L o 4,6 L. In questo periodo fu offerta solo in versione familiare tre porte. Differiva dalle altre familiari per il suo aspetto, che era simile alle hardtop. Condivise la sua linea con la Pontiac Safari. 

### 1958-1961

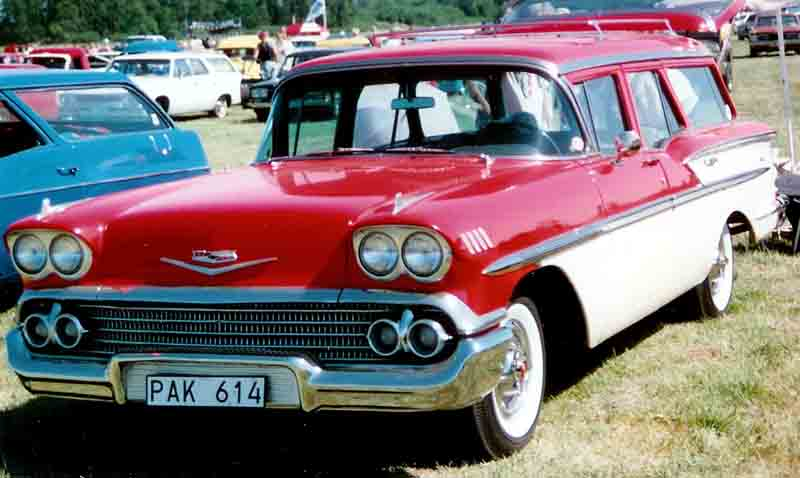
Una Nomad del 1958

Nel 1958 il nome Nomad fu associato alla versione familiare cinque porte al top della gamma Chevrolet. I motori della serie precedente furono confermati. Dal 1961 le versioni familiari mantennero il nome dell'omologa versione berlina, cioè degli altri modelli Chevrolet da cui la station wagon derivava. 

### 1964-1972

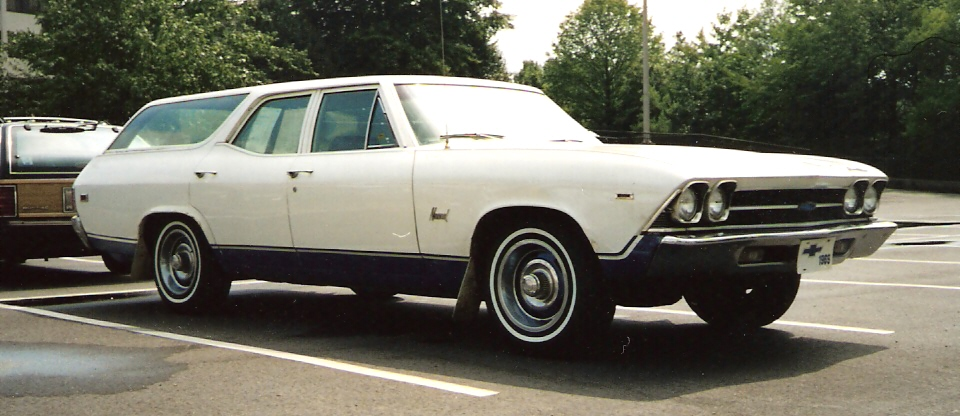
Una Chevelle Nomad del 1969

Nel 1964 la Nomad fu reintrodotta, questa volta nella gamma della Chevelle. Dal 1968 al 1972 fu la familiare cinque porte più economica della gamma del modello citato. 

### Le concept car

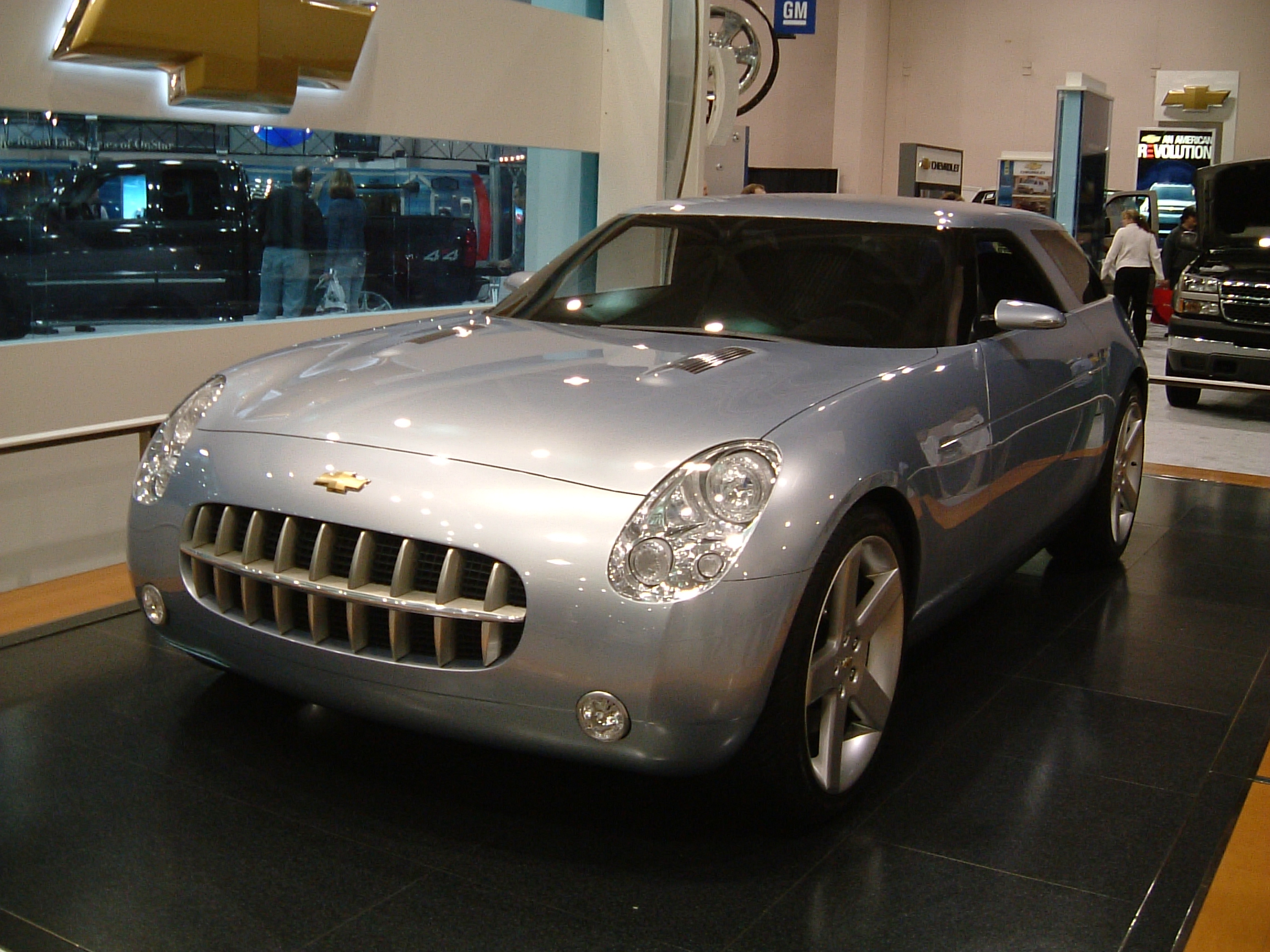
La concept car Nomad del 2004

Nel 1999 e nel 2004 la Chevrolet presentò due concept car a cui diede il nome di Nomad. La prima era dotata di un motore V8 ed era basata sul pianale F del gruppo General Motors, mentre la seconda venne costruita sul pianale K.